# Ann T. Bowling
Pour les articles homonymes, voir Bowling (homonymie).
Ann Trommershausen Bowling, née le 1er juin 1943 à Portland et morte le 8 décembre 2000 à Davis, est une scientifique américaine qui est l'une des principaux généticiens mondiaux dans l'étude des chevaux, menant des recherches dans les domaines de la génétique moléculaire et de la cytogénétique. Elle est une figure majeure dans le développement des tests permettant de déterminer la filiation des animaux, d'abord avec le groupage sanguin dans les années 1980, puis avec les tests ADN dans les années 1990. Elle s'est ensuite fait connaître pour ses études sur les maladies héréditaires des chevaux et la génétique de la couleur de la robe des chevaux, ainsi que pour ses recherches sur l'évolution des chevaux et le développement des races de chevaux. Elle étudie la génétique des populations de chevaux sauvages, fait un travail considérable pour aider à préserver le cheval de Przewalski et est l'une des membres fondateurs du projet international de cartographie du génome du cheval. Elle était professeure adjointe à l'université de Californie à Davis (UCD), et au moment de sa mort en 2000, elle est la directrice associée exécutive du Laboratoire de génétique vétérinaire (VGL). Sa mort inattendue le 8 décembre 2000, à l'âge de 57 ans, est attribué à un accident vasculaire cérébral.

## Biographie

### Enfance et formation
Ann Bowling (née Trommershausen) est née le 1er juin 1943 à Portland, dans l'Oregon, de Claire Bowen et William Ernest Trommershausen, qui travaillent pour la Bonneville Power Administration. Après le déménagement des Bowling à Boulder, dans le Colorado, Bowling fréquente la Boulder High School et sort major de sa promotion. Elle obtient ensuite son diplôme de premier cycle au Carleton College, dans le Minnesota, et est diplômée magna cum laude.
Ann Bowling obtient son doctorat en 1969 à l'université de Californie à Davis, en rédigeant sa thèse sur la génétique des plantes sous la direction de George Ledyard Stebbins,. Elle rejoint la faculté de l'Occidental College de Los Angeles en 1968, puis est embauchée par l'UC Davis en 1973, et, au moment de son décès en 2000, elle est professeure adjointe et directrice associée exécutive du Veterinary Genetics Laboratory (VGL) de l'UC Davis,.
Elle épouse Michael Ann Bowling en 1981. Les deux membres du couple partagent un intérêt marqué pour la génétique ; avant leur mariage, Ann utilise les recherches de Michael sur le livre des étalons dans sa propre étude des maladies génétiques en 1980. Michael Bowling écrit un certain nombre d'articles sur la génétique du cheval arabe pour des publications d'intérêt général et le couple collabore à une étude de l'ADNmt dans les lignées arabes. Leur fille Lydia fréquente l'école vétérinaire et UC Davis et devient vétérinaire,,.

### Recherche

#### Identification de la filiation animale
Ann Bowling développe quelques-uns des premiers tests de typage sanguin et de filiation ADN pour les chevaux, et devient consultante en génétique pour plusieurs registres de races de chevaux, y compris le Jockey Club, l'Arabian Horse Association (à l'origine Arabian Horse Registry of America), l'American Quarter Horse Association, et l'American Morgan Horse Association. À partir de 1976, elle publie des recherches sur les groupes sanguins des animaux,,, et développe des tests utilisant le groupe sanguin pour établir la filiation. Elle plaide pour l'adoption du typage sanguin pour la vérification de la filiation des animaux enregistrés. De nombreux registres de race l'ont fait. Au cours de ces recherches, elle étudie également le phénomène du chimérisme, qui donne parfois des résultats incohérents dans les tests de filiation.
À la fin des années 1990, alors que la science des tests de filiation évolue, elle fait des recherches sur l'efficacité du typage de l'ADN et conclut qu'il est aussi efficace que le typage sanguin pour vérifier la filiation. Son laboratoire est le premier à vérifier la filiation des chevaux et des camélidés à l'aide de l'ADN — espèces pour lesquelles Ann Bowling avait elle-même mené des recherches — en utilisant des microsatellites comme biomarqueurs.
Ann Bowling applique ses travaux sur l'identification de la filiation pour aider à préserver la diversité génétique du cheval de Przewalski. Elle reconstitue notamment le livre généalogique du troupeau captif d'Ascania-Nova en Ukraine en utilisant les données des tests de filiation. Elle étudie la génétique des Mustangs du Grand Bassin et localise les marqueurs génétiques les reliant à d'autres races de chevaux domestiqués. Elle effectye également des recherches sur les groupes sanguins de la race Paso Fino.
Parmi les travaux les plus inhabituels réalisés par le VGL, citons une enquête menée en 1996 par Scotland Yard, qui demande l'aide du laboratoire pour identifier la source d'un échantillon de sang associé à un meurtre. Le laboratoire identifie l'échantillon comme provenant d'un chien qui se trouvait sur la scène du crime, et cette information permet de résoudre l'affaire en menant les enquêteurs à un suspect qui était le propriétaire du chien. Ann Bowling est le directeur du laboratoire à l'époque et, à la suite de ce travail, elle élargit le champ d'action de celui-ci afin qu'il puisse continuer à aider à identifier les animaux présents sur les scènes de crime et les animaux eux-mêmes victimes de crimes tels que le vol ou la maltraitance. À partir de cette date, le VGL contribue également à la création d'une base de données canine nationale utilisée pour poursuivre les cas de combats de chiens. Bowling publie également des articles sur la filiation chez les mules, y compris un cas où elle a prouvé l'occurrence rare d'une jument mule fertile par des tests de filiation.

#### Recherche sur les maladies génétiques et la couleur de la robe des équidés
Dès le début de sa carrière, Ann Bowling écrit sur l'éducation des éleveurs de chevaux sur les maladies génétiques chez les animaux de race et sur la façon de traiter ces conditions. Elle réalise un certain nombre d'études sur la race du cheval arabe, y compris des recherches sur l'une des maladies génétiques qui affectent les Arabes, l'abiotrophie cérébelleuse (AC). En 1985, elle créé à l'UCD un troupeau d'élevage de chevaux connus pour être porteurs de l'AC, et ce petit groupe fournit des données ADN préliminaires aux chercheurs. Les études de Bowling sur l'AC n'avaient pas encore été publiées au moment de sa mort, mais on lui attribue la démonstration que cette maladie avait un mode récessif d'hérédité génétique et était probablement le résultat d'un seul allèle muté. En 2011, la mutation responsable de l'abiotrophie cérébelleuse est identifiée, et il est établi de manière concluante que l'affection est autosomique récessive.
Ann Bowling étudie également les conditions génétiques d'autres races de chevaux, notamment la paralysie périodique hyperkaliémique (PPH) chez l'American Quarter Horse. En 1996, ses recherches révèlent que l'origine de cette maladie génétiquement dominante remonte à un seul étalon, identifié publiquement par la suite comme Impressive.
L'étude d'Ann Bowling sur la génétique de la couleur du pelage des équidés a coïncidé à l'origine avec ses études sur la filiation animale,. La recherche sur la couleur du pelage des équidés a coïncidé avec la recherche sur les maladies génétiques lorsqu'elle étudie les motifs de sur taches observés chez les chevaux Paint. Elle fait partie d'une équipe de recherche qui étudie le syndrome du blanc létal (SPL), une maladie mortelle chez les poulains nouveau-nés,. En 1983, l'équipe a établi un lien entre le syndrome létal blanc et un motif de taches de couleur de robe, identifié plus tard comme le surpâturage, que l'on observe chez l'American Paint Horse et les races apparentées. En 1997, Bowling est l'un des trois chercheurs à identifier le gène responsable du syndrome létal blanc et, ce faisant, a identifié la maladie comme la version équine de la maladie de Hirschsprung,.
Dans le cadre de ses recherches sur le syndrome du blanc létal, Ann Bowling étudie également le phénomène des cropouts, une progéniture tachetée née de deux parents peu marqués. Elle a également travaillé avec l'équipe qui a cartographié le gène crème, un gène de dilution sans effets délétères, bien qu'il existe une idée fausse selon laquelle les couleurs crème pourraient être liées au syndrome du blanc létal,.
En plus de ses travaux sur les mutations délétères associées à la génétique des chevaux, Ann Bowling étudie les troubles génétiques chez le berger australien qui semblaient être liés à la couleur de robe merle.

#### Projet sur le génome du cheval
Dans les années 1990, Ann Bowling est l'un des chefs de file du projet sur le génome du cheval. Ce travail était également important pour la médecine humaine, car il existe au moins 90 maladies génétiques qui peuvent affecter à la fois les humains et les chevaux. Le génome du cheval est séquencé pour la première fois en 2006 et est entièrement cartographié en 2009.

### Élevage de chevaux
Ann Bowling possède des chevaux arabes et est cofondatrice du New Albion Stud avec son mari Michael et ses parents, Bill et Claire Trommershausen. Ann et ses parents ont possédé des demi-arabes lorsqu'ils vivaient dans le Colorado ; Michael Bowling possède des arabes depuis 1962. Ils démarrent la ferme en septembre 1980, à peu près en même temps qu'Ann et Michael se soient mariés, et mettent l'accent sur les lignées descendant du Crabbet Arabian Stud. La ferme continue à être exploitée par son mari et sa fille après la mort d'Ann Bowling. L'étude de Bowling sur l'ADN mitochondrial des chevaux arabes révèle que les registres généalogiques conservés par le registre américain des chevaux arabes sont généralement fiables à partir de la date d'importation. Mais son travail remet également en question une croyance communément admise par les éleveurs de chevaux arabes selon laquelle les chevaux importés du désert, identifiés par des lignées maternelles historiques spécifiques ou des « souches » dans leurs pedigrees, remontent en fait à des groupes matrilinéaires spécifiques. Bowling découvre également que certaines lignées de juments prétendument issues de la même « souche » élevée dans le désert n'étaient pas du tout apparentées, et que certaines juments dont les pedigrees affirment qu'elles étaient de souches différentes s'avérent être de lointains parents.

## Publications
Ann Bowling est l'autrice ou la coautrice de deux livres et de 93 articles de revues scientifiques, notamment :

### Livres
- (en) Ann T. Bowling, Horse Genetics, Wallingford, CAB International, 1997, Repr. éd. (ISBN 978-0-85199-101-6, lire en ligne ).
- (en) A.T. Bowling et A. Ruvinsky, The Genetics of the Horse, Wallingford, CAB International, 2000 (ISBN 978-0-85199-925-8, lire en ligne).

### Articles (sélection)
- (en) G Guérin, E Bailey, D Bernoco, I Anderson, DF Antczak, K Bell, I Biros, G Bjørnstad, AT Bowling, R Brandon, AR Caetano, G Cholewinski, D Colling, M Eggleston, N Ellis, J Flynn, B Gralak, T Hasegawa, M Ketchum, G Lindgren, LA Lyons, LV Millon, D Mariat, J Murray, A Neau, K Røed, K Sandberg, LC Skow, I Tammen, T Tozaki, E Van Dyk, B Weiss, A Young et J Ziegle, « The second generation of the International Equine Gene Mapping Workshop half-sibling linkage map », Animal Genetics, vol. 34, no 3,‎ juin 2003, p. 161–8 (PMID 12755815, DOI 10.1046/j.1365-2052.2003.00973.x).
- (en) AT Bowling, W Zimmermann, O Ryder, C Penado, S Peto, L Chemnick, N Yasinetskaya et T Zharkikh, « Genetic variation in Przewalski's horses, with special focus on the last wild caught mare, 231 Orlitza III », Cytogenetic and Genome Research, vol. 102, nos 1–4,‎ 2003, p. 226–34 (PMID 14970708, DOI 10.1159/000075754, S2CID 6085348).
- (en) Y-L Shiue, LV Millon, LC Skow, D Honeycutt, JD Murray et AT Bowling, « Synteny and regional marker order assignment of 26 type I and microsatellite markers to the horse X- and Y-chromosomes », Chromosome Research, vol. 8, no 1,‎ 2000, p. 45–55 (PMID 10730588, DOI 10.1023/A:1009275102977, S2CID 11301582).
- (en) AR Caetano, YL Shiue, LA Lyons, SJ O'Brien, TF Laughlin, AT Bowling et JD Murray, « A comparative gene map of the horse (Equus caballus) », Genome Research, vol. 9, no 12,‎ décembre 1999, p. 1239–49 (PMID 10613847, PMCID 311003, DOI 10.1101/gr.9.12.1239).
- (en) Alexandre R. Caetano, Daniel Pomp, James D. Murray et Ann T. Bowling, « Comparative mapping of 18 equine type I genes assigned by somatic cell hybrid analysis », Mammalian Genome, vol. 10, no 3,‎ mars 1999, p. 271–276 (PMID 10051323, DOI 10.1007/s003359900985, S2CID 24716859).
- (en) DL Metallinos, AT Bowling et J Rine, « A missense mutation in the endothelin-B receptor gene is associated with Lethal White Foal Syndrome: an equine version of Hirschsprung disease », Mammalian Genome, vol. 9, no 6,‎ juin 1998, p. 426–31 (PMID 9585428, DOI 10.1007/s003359900790, S2CID 19536624).
- (en) YL Shiue, LA Bickel, AR Caetano, LV Millon, RS Clark, ML Eggleston, R Michelmore, E Bailey, G Guérin, S Godard, JR Mickelson, SJ Valberg, JD Murray et AT Bowling, « A synteny map of the horse genome  [sic] 240 microsatellite and RAPD markers », Animal Genetics, vol. 30, no 1,‎ février 1999, p. 1–9 (PMID 10050277, DOI 10.1046/j.1365-2052.1999.00377.x).
- (en) AT Bowling, MC Penedo, L Gordon et K Bell, « Equine plasminogen polymorphism: allelic frequencies in 23 breeds », Animal Genetics, vol. 24, no 6,‎ décembre 1993, p. 437–8 (PMID 8273917, DOI 10.1111/j.1365-2052.1993.tb00358.x).
- (en) Ann Trommerhausen-Smith, « Aspects of Genetics and Disease in the Horse », Journal of Animal Science, vol. 51, no 5,‎ 1980, p. 1087–1095 (PMID 7009534, DOI 10.2527/jas1980.5151087x).